# تياغو فيريرا
تياغو فيريرا (بالبرتغالية: Tiago Ferreira‏) (16 أبريل 1975 بتوريس فيدراس في البرتغال - ) هو لاعب كرة قدم برتغالي في مركز حراسة المرمى. لعب مع إستريلا دا أمادورا وسبورتينغ لشبونة وS.C. Lourinhanense ‏.

## وصلات خارجية
- تياغو فيريرا على موقع قاعدة بيانات كرة القدم.إي يو (الإنجليزية)